# Champions Trophy mannen 1991
 De dertiende editie van de strijd om de Champions Trophy had plaats van vrijdag 12 september tot en met zondag 22 september 1991 in Berlijn. Deelnemende landen waren: titelverdediger Australië, gastland Duitsland, Groot-Brittannië, Nederland, Pakistan en Sovjet-Unie. Net als in 1987 werd het toernooi tegelijkertijd gehouden met dat van de vrouwen. Aanvoerder Shahbaz Ahmed van Pakistan werd uitgeroepen tot speler van het toernooi.

## Selecties

### Australië
- Damon Diletti
- Lachlan Dreher
- Graham Reid
- Ashley Carey
- Greg Corbitt
- Jay Stacy
- Lachlan Elmer
- Ken Wark

- Michael York
- Lee Bodimeade
- Warren Birmingham 
- Paul Lewis
- Stephen Davies
- Mark Hager
- David Wansbrough
- Craig Davies

Bondscoach: Frank Murray
- Assistent: Jim Irvine
- Manager: Alan Berry
- Arts: Tom Henbest
- Fysio: Graham Reid
- Video: Peter Shaw

### Duitsland
- Andreas Becker
- Christian Blunck
- Alexander Breuer
- Carsten Fischer
- Volker Fried
- Andreas Keller
- Michael Knauth
- Sven Meinhardt

- Michael Metz
- Klaus Michler
- Frederick Ness
- Hans-Ulrich Oeckinghaus
- Stefan Saliger
- Christian Stengler
- Stefan Tewes
- Michael Waldhauser

- Bondscoach: Paul Lissek

### Nederland
1. Frank Leistra (gk)
2. Marinus Moolenbergh
3. Cees Jan Diepeveen
4. Maurits Crucq
5. Bastiaan Poortenaar
6. Wouter van Pelt
7. Marc Delissen
8. Jacques Brinkman

1. Gijs Weterings
2. Stephan Veen
3. Floris Jan Bovelander
4. Hans-Willem Dické
5. Bart Looije (gk)
6. Robbert Delissen
7. Erik Parlevliet
8. Taco van den Honert

Bondscoach: Hans Jorritsma
- Manager: Bob Jan Hillen
- Arts: Piet Bon
- Fysio: Rens Reysenbach
- Video: Roberto Tolentino

## Scheidsrechters
- Gary Belder
- Patrick van Beneden
- Antonio Morales
- Richard Wolter

- Nicolai Stepanov
- Richard Wilson
- Mohammed Bali Iqbal
- Claude Seidler

## Uitslagen
- Duitsland-Pakistan 4-3
- Sovjet-Unie-Groot-Brittannië 1-2
- Pakistan-Australië 2-1

- Duitsland-Nederland 3-0
- Sovjet-Unie-Australië 1-3
- Nederland-Groot-Brittannië 3-1

- Australië-Groot-Brittannië 0-0
- Nederland-Pakistan 1-1
- Duitsland-Groot-Brittannië 1-1

- Pakistan-Sovjet-Unie 7-2
- Duitsland-Sovjet-Unie 2-2
- Australië-Nederland 4-3

- Pakistan-Groot-Brittannië 1-0
- Nederland-Sovjet-Unie 5-1
- Duitsland-Australië 2-0

## Eindstand
| №      | Land             | WG | W | G | V | DV | DT | +/– | Punten |
| ------ | ---------------- | -- | - | - | - | -- | -- | --- | ------ |
| Goud   | Duitsland        | 5  | 3 | 2 | 0 | 12 | 8  | +4  | 8      |
| Zilver | Pakistan         | 5  | 3 | 1 | 1 | 14 | 8  | +6  | 7      |
| Brons  | Nederland        | 5  | 2 | 1 | 2 | 12 | 10 | +2  | 5      |
| 4      | Australië        | 5  | 2 | 1 | 2 | 8  | 8  | 0   | 5      |
| 5      | Groot-Brittannië | 5  | 1 | 2 | 2 | 4  | 6  | −2  | 4      |
| 6      | Sovjet-Unie      | 5  | 0 | 1 | 4 | 7  | 19 | −12 | 1      |

## Topscorers
- In onderstaand overzicht zijn alleen de spelers opgenomen met vier of meer treffers achter hun naam.

| № | Naam                  | Land      | Goals | SC | SB |
| - | --------------------- | --------- | ----- | -- | -- |
| 1 | Floris Jan Bovelander | Nederland | 7     |    |    |
|   | Khalid Bashir         | Pakistan  | 7     |    |    |
|   | Andreas Becker        | Duitsland | 4     |    |    |

Mannen:
Lahore 1978 ·
Karachi 1980 ·
Karachi 1981 ·
Amstelveen 1982 ·
Karachi 1983 ·
Karachi 1984 ·
Perth 1985 ·
Karachi 1986 ·
Amstelveen 1987 ·
Lahore 1988 ·
Berlijn 1989 ·
Melbourne 1990 ·
Berlijn 1991 ·
Karachi 1992 ·
Kuala Lumpur 1993 ·
Lahore 1994 ·
Berlijn 1995 ·
Chennai 1996 ·
Adelaide 1997 ·
Lahore 1998 ·
Brisbane 1999 ·
Amstelveen 2000 ·
Rotterdam 2001 ·
Keulen 2002 ·
Amstelveen 2003 ·
Lahore 2004 ·
Chennai 2005 ·
Barcelona 2006 ·
Kuala Lumpur 2007 ·
Rotterdam 2008 ·
Melbourne 2009 ·
Mönchengladbach 2010 ·
Auckland 2011 ·
Melbourne 2012 ·
Bhubaneswar 2014 ·
Londen 2016 ·
Breda 2018
Vrouwen:
Amstelveen 1987 ·
Frankfurt 1989 ·
Berlijn 1991 ·
Amstelveen 1993 ·
Mar del Plata 1995 ·
Berlijn 1997 ·
Brisbane 1999 ·
Amstelveen 2000 ·
Amstelveen 2001 ·
Macau 2002 ·
Sydney 2003 ·
Rosario 2004 ·
Canberra 2005 ·
Amstelveen 2006 ·
Quilmes 2007 ·
Mönchengladbach 2008 ·
Melbourne 2009 ·
Nottingham 2010 ·
Amstelveen 2011 ·
Rosario 2012 ·
Mendoza 2014 ·
Londen 2016 ·
Changzhou 2018